# Янышево
Янышево (баш. Яныш) — село в Благоварском районе Башкортостана, относится к Янышевскому сельсовету.

## Географическое положение
Расстояние до:
- районного центра (Языково): 48 км,
- центра сельсовета (Шарлык): 3 км,
- ближайшей ж/д станции (Благовар): 63 км.

## История
Село было основано башкирами Канлинской волости Казанской дороги на собственных вотчинных землях.
В «Списке населенных мест по сведениям 1870 года», изданном в 1877 году, населённый пункт упомянут как деревня Янышева 2-го стана Уфимского уезда Уфимской губернии. Располагалась при речке Кармасане, по левую сторону Сибирского почтового тракта из Уфы, в 60 верстах от уездного и губернского города Уфы и в 27 верстах от становой квартиры в деревне Воецкая (Акбашева). В деревне, в 208 дворах жили 1136 человек (596 мужчин и 540 женщин, тептяри, башкиры), были 2 мечети, училище, водяная и ветряная мельницы.

## Население
| 2002 | 2009 | 2010 |
| ---- | ---- | ---- |
| 399  | ↗411 | ↘403 |